# Шрек 5
«Шрек 5» (англ. Shrek 5) — предстоящий американский компьютерно-анимационный фильм в жанре фэнтезийной комедии, основанный на книге Уильяма Стейга «Шрек!», который разрабатывается киностудией DreamWorks Animation и распространяется Universal Pictures. Это продолжение мультфильма «Шрек навсегда», пятый в основной серии и седьмой фильм всей франшизы «Шрек». Фильм срежиссирован Уолтом Дорном и Конрадом Верноном при содействии Брэда Эблсона по сценарию Майкла МакКаллерса и по сюжету генерального директора Illumination Криса Меледандри, который также выступает продюсером вместе с Джиной Шей. Майк Майерс, Кэмерон Диас и Эдди Мерфи повторят свои роли Шрека, Осла и принцессы Фионы, а Зендея озвучит Фелицию, дочь Шрека и Фионы.
Изначально пятый мультфильм о Шреке планировался ещё когда был выпущен «Шрек 2», получивший признание критиков и собравший внушительную сумму кассовых сборов. Однако, когда бывший главный исполнительный директор DreamWorks Джеффри Катценберг решил закончить франшизу четвёртым фильмом, пятая часть была отменена, и «Шрек навсегда» стал финальным мультфильмом о Шреке. Тем не менее, разработка возобновилась в 2014 году, пока Universal Pictures официально не подтвердила производство пятого фильма Шрека, когда её материнская компания NBCUniversal купила DreamWorks Animation в 2016 году, обновления последовали с марта 2017 года по февраль 2025 года.
Фильм выйдет в прокат США и Канады 30 июня 2027 года. За фильмом последует спин-офф про Осла, разработка которого начнётся в сентябре 2025 года.

## Роли озвучивали
- Майк Майерс — Шрек[1]
- Эдди Мерфи — Осёл[1]
- Кэмерон Диас — Принцесса Фиона[1]
- Зендея — Фелиция[2][3]
- Коди Камерон[англ.] — Пиноккио
- Крис Миллер — Волшебное зеркало

## Производство

### Предыстория

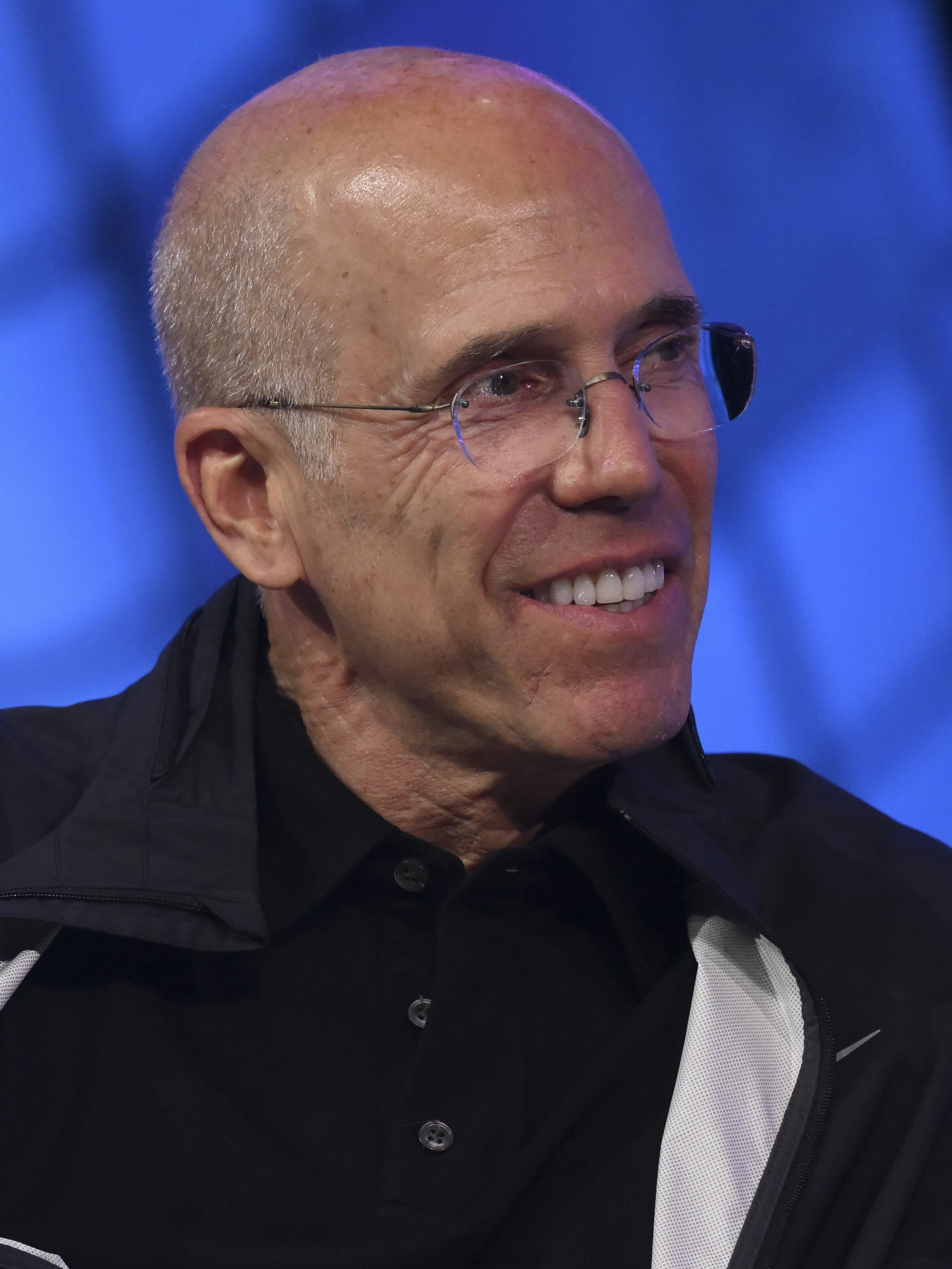
Джеффри Катценберг является исполнительным продюсером франшизы «Шрек», поэтому он вновь выступает в «Шреке 5».

После успеха картины «Шрек 2» в мае 2004 года Джеффри Катценберг сообщил, что история Шрека была изложена в пяти фильмах почти с самого начала. «Перед тем, как первый фильм был закончен, мы говорили о том, что представляет собой вся история Шрека, и каждая из глав отвечает на вопросы о первом фильме и даёт нам представление», — сказал Катценберг. «„Шрек 3“ и „4“ откроют другие вопросы, на которые нет ответов, и, наконец, в последней главе мы поймём, как Шрек оказался в этом болоте, когда мы встретимся с ним в первом фильме». После выхода «Шрека Третьего» в 2007 году Катценберг объявил, что пятый фильм выйдет в 2013 году.
В мае 2009 года DreamWorks Animation объявила, что название четвёртого фильма будет «Шрек навсегда», указав, что это будет последний фильм из серии «Шрек». Позже, в 2009 году, это подтвердил Билл Домашке, руководитель отдела творческого производства DWA, сказав: «Всё, что любило Шрека в первом фильме, перенесено в финальный фильм». Джош Клауснер, один из сценаристов «Шрека навсегда», объяснил в 2010 году эволюцию сценария: «Когда я впервые пришёл в проект, это не должно было быть последней главой — изначально должно было быть пять фильмов о Шреке. Примерно через год разработки Джеффри Катценберг решил, что история, которую мы придумали, — это верный путь к завершению путешествия Шрека». В феврале 2014 года в интервью Fox Business Network Катценберг намекнул, что пятый фильм ещё может быть снят. «Нам нравится давать им немного времени для отдыха», — сказал он о персонажах. «Но я думаю, вы можете быть уверены, что у нас будет ещё одна глава в серии о Шреке. Мы ещё не закончили, и, что более важно, он тоже».

### Разработка

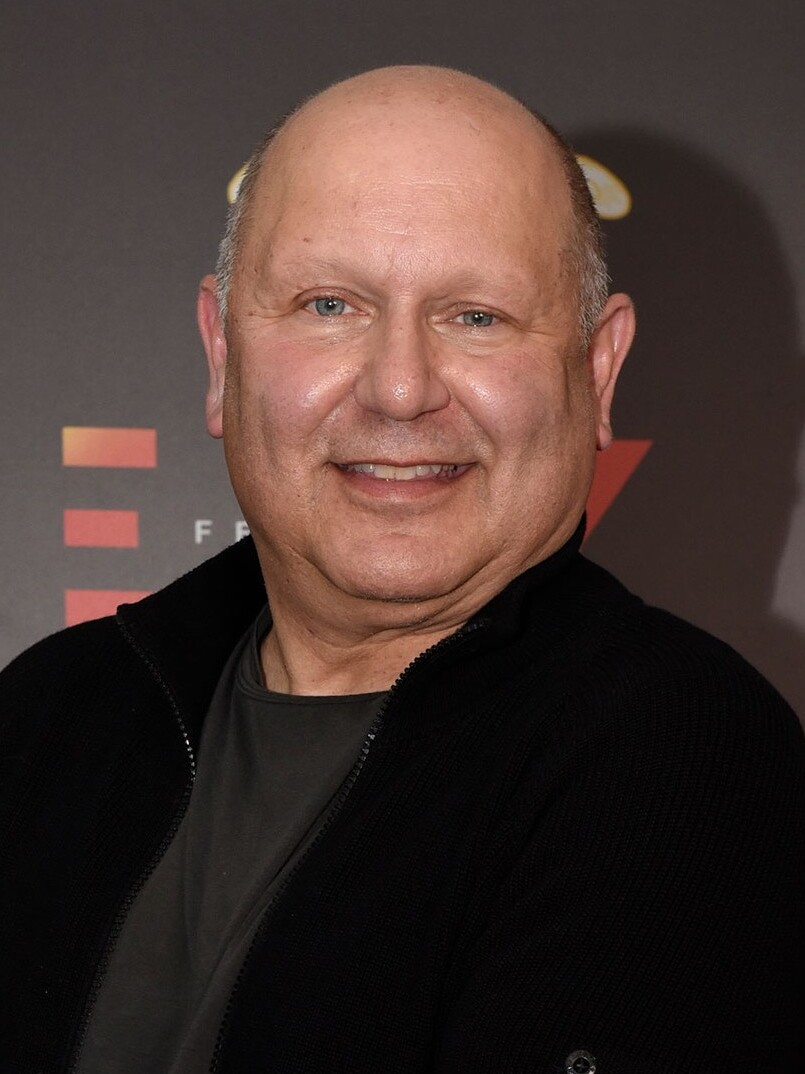
Генеральный директор Illumination Меледандри, Крис выступает автором сюжета и продюсером «Шрека 5».

15 июня 2016 года, после того как Comcast и NBCUniversal приобрела DreamWorks Animation за 3,8 миллиарда долларов, глава NBCUniversal Стив Бёрк обсудил планы по возрождению франшизы, а также другие фильмы DreamWorks. В июле 2016 года издание The Hollywood Reporter со ссылкой на источники сообщило, что выпуск пятого фильма запланирован на 2019 год. В сентябре 2016 года Эдди Мерфи подтвердил, что выход фильма ожидается в 2019 или 2020 году и что сценарий завершён. Оригинальный сюжет фильма был написан Майклом Маккаллерсом на основе его собственной идеи. Когда его спросили о сценарии о пятом фильме о Шреке в 2017 году Маккаллерс отметил, что сценарий включает в себя «довольно большое переосмысление» серии фильмов.
6 ноября 2018 года Variety объявил, что главному исполнительному директору Illumination Крису Меледандри было поручено стать одним из исполнительных продюсеров как безымянного фильма «Шрек», так и спин-оффа «Кот в сапогах: Последнее желание» с возможным возвращением оригинального актёрского состава В ноябре 2020 года Screen Rant сообщил, что пятый фильм о Шреке выйдет в 2022 году. 9 декабря 2022 года Антонио Бандерас повторил, что новый фильм о Шреке всё ещё находится в разработке. Вступление к мультфильму было в сцене в середине титров мультфильма «Кот в сапогах: Последнее желание». В апреле 2023 года Меледандри подтвердил, что пятый фильм «Шрек» находится в разработке, а оригинальный актёрский состав ведет переговоры о повторе своих ролей. Меледандри сказал, что создатели фильма «посмотрят на то, какие основные элементы любят зрители» и попытаются «почитать эти элементы» в том же виде, что и мультфильм «Братья Супер Марио в кино».
2 марта 2024 года выяснилось, что Меледандри написал новый сюжет, а также выступил продюсером. 24 июня 2024 года, рекламируя фильм «Полицейский из Беверли-Хиллз: Аксель Фоули», Мерфи подтвердил, что начал записывать свои реплики для фильма и что фильм, как ожидается, выйдет в 2026 году. 9 июля 2024 года DreamWorks объявила, что фильм выйдет 1 июля 2026 года, а Майерс, Мерфи и Диас подтвердили, что повторят свои роли. Уолт Дорн, который ранее был художником сюжета в фильмах «Шрек 2» и «Шрек Третий», а также руководителем сюжета и озвучивал Румпельштильцхена в мультфильме «Шрек навсегда», был назначен режиссёром, со-режиссером — Брэд Эйблсон, а Джина Шей, со-продюсером с Меледандри.

### Подбор актёров
|             |            |                 |         |
| Майк Майерс | Эдди Мерфи | Кэмерон Диас    | Зендея  |
| Шрек        | Осёл       | Принцесса Фиона | Фелиция |

В апреле 2023 года стало известно, что оригинальный актёрский состав ведёт переговоры о повторе своих ролей. 24 июня 2024 года Эдди Мерфи, рекламируя фильм «Полицейский из Беверли-Хиллз: Аксель Фоули», заявил, что уже записывает реплики для фильма. 9 июля 2024 года DreamWorks объявила, что Майк Майерс, Эдди Мерфи и Кэмерон Диас вернуться к озвучиванию Шрека, Осла и Принцессы Фионы. В феврале 2025 года Антонио Бандерас в беседе с Parade рассказал, что на данный момент не участвует в «Шреке 5» в роли Кота в сапогах. В конце февраля 2025 года стало известно, что Зендея озвучит Фелицию, дочь Шрека и Фионы. В июле 2025 года Эдди Мерфи заявил, что запись голоса всё ещё продолжалась.

### Маркетинг
Первый тизер-трейлер мультфильма вышел 27 февраля 2025 года. В нём стиль анимации претерпел изменения по сравнению с предыдущими частями, что вызвало всеобъемлюще негативные чувства у аудитории, которая сравнила аналогию с негативным восприятием редизайна ежа Соника для фильма «Соник в кино» 2020 года, представленного в первом трейлере 2019 года. Некоторые критики выразили недовольство тем, что новые образы персонажей в трейлере утратили своё привлекательное и художественное своеобразие, которое было характерно для них.

## Премьера
Мультфильм должен выйти 30 июня 2027 года. Изначально премьера мультфильма должна была состояться 1 июля 2026 года, но позже была перенесена на 23 декабря 2026 года из-за выхода «Миньонов 3» от Illumination. Фильм выйдет 17 лет спустя после выхода четвёртой части «Шрек навсегда» и 26 лет спустя после выхода первой части «Шрек».
В рамках сделки Universal с Netflix, фильм будет транслироваться на Peacock в течение первых четырёх месяцев окна платного телевидения, прежде чем перейти на Netflix в течение следующих десяти, и вернуться в Peacock для оставшихся четырёх.

## Будущее

### Спин-офф
В апреле 2023 года, когда было объявлено о разработке «Шрека 5», стало известно, что ведутся ранние переговоры по разработке спин-оффа серии фильмов, посвящённого Ослу. В июне 2024 года Эдди Мерфи заявил, что DreamWorks Animation дала зелёный свет данному проекту и его разработка начнётся после завершения производства «Шрека 5». В июле 2025 года Эдди Мерфи заявил, что разработка фильма начнётся в сентябре этого года.